# 阿劳特拉-曼古鲁大区
阿劳特拉-曼古鲁大區是馬達加斯加的23個大區之一，位於該國東部，北臨苏菲亚大区，東毗阿纳兰吉鲁富大区和阿齐纳纳纳大区，西鄰瓦基南卡拉特拉大区、阿纳拉曼加大区和貝齊布卡大區，首府是安巴通德拉扎卡，下分5縣，面積31,948平方公里，2004年人口約877,700。
1. ↑   (PDF). Institut National de la Statistique Madagascar.   [May 23, 2020]. （原始内容 (PDF)存档于November 18, 2020）.
2. ↑  . hdi.globaldatalab.org.   [2018-09-13] （英语）.